# Lidmaň
Lidmaň là một làng thuộc huyện Pelhřimov, vùng Vysočina, Cộng hòa Séc.